# Argiope aurantia
Argiope aurantia is een grote spinnensoort uit de familie van de wielwebspinnen.
De spinnen hebben een opvallende geel met zwarte tekening op het achterlijf. Het kopborststuk is meestal wit. De vrouwtjes worden 19 tot 28 mm groot, de mannetjes worden 5 tot 9 mm. Het web wordt wel 2 meter in diameter en heeft een zigzaggende streep aan boven- en onderkant. Ze is te vinden in zonnige gebieden vlak bij huizen in het grootste deel van Noord- en Midden-Amerika.